# Vicia villosa
El vezo piloso o veza vellosa (Vicia villosa) es una planta leguminosa nativa de Europa y el oeste de Asia. Se la utiliza como cultivo forrajero.
Es muy similar a Vicia cracca, la diferencia más notable es que cracca tiene un tallo liso y también a la Lavanda que se confunde también por su color. Una de las características más notables de la planta es el olor que es agradable.

## Descripción
Se trata de una hierba trepadora normalmente, con hojas pinnadas provistas de zarcillo terminal dividido, vellosa y perenne. La flor de 15-17 mm de longitud, amarillenta al principio, blanco azulada después y con colores diferentes en sus partes durante la madurez. Estandarte azulado con nervios más intensos, uña de color púrpura o rosado, alas y quilla de azul muy claro, blanquecinas. El doble pico de la quilla de color púrpura o morado intenso. Cáliz inflado en la base, con 5 dientes vellosos, puntiagudos y soldados, los 2 dientes del dorso pequeños y juntándose como una cornamenta, los 3 inferiores más largos y separados. El fruto es una vaina de 2x1 cm, sin pelos, con un pie estrecho más largo que el cáliz. Hojas de longitud igual o menor que el racimo floral, con zarcillo dividido, largo y enrollado, con 5 pares de foliolos, menos que en Vicia cracca, ovalados, pelosos y con punta. Estípulas enteras y pilosas. Tallo sin alas, estriado. Florece durante el verano.

## Distribución y hábitat
En Europa y península ibérica. Crece en matorrales, cunetas, junto a las acequias y en los prados.
En Argentina, recientemente con investigaciones pagas con fondos públicos por el INTA (Instituto Nacional de Tecnología Agropecuaria), se venden por parte de empresas privadas para siembra y posterior alimentación del ganado vacuno.

## Variedades
1. Vicia villosa subsp. ambigua (Guss.) Kerguelen
2. Vicia villosa subsp. eriocarpa (Hausskn.) P.W.Ball
3. Vicia villosa subsp. garbiensis (Font Quer & Pau) Maire
4. Vicia villosa subsp. microphylla (d'Urv.) P.W.Ball
5. Vicia villosa subsp. simulans Maire